# Waichiro Omura
Waichiro Omura (大村 和市郎, Omura Waichiro, Shizuoka, 1 januari 1933 – ?) was een Japans voetballer die als middenvelder speelde.

## Japans voetbalelftal
Waichiro Omura debuteerde in 1956 in het Japans nationaal elftal en speelde 5 interlands.

## Statistieken
| Japans voetbalelftal | Japans voetbalelftal | Japans voetbalelftal |
| Jaar                 | Wed.                 | Dlp.                 |
| -------------------- | -------------------- | -------------------- |
| 1956                 | 3                    | 0                    |
| 1957                 | 0                    | 0                    |
| 1958                 | 2                    | 0                    |
| Totaal               | 5                    | 0                    |